# How to Be a Man
How to Be a Man é um filme de comédia americano de 2013 dirigido por Chadd Harbold sobre a história de um ex-comediante que acredita erroneamente que está morrendo de câncer de mama masculino e, portanto, faz um vídeo com conselhos para seu filho ainda não nascido. O filme estreou em 10 de agosto de 2013 no Sundance Next Weekend em Los Angeles.

## Elenco
- Gavin McInnes como Mark McCarthy
- Liam Aiken como Bryan
- Megan Neuringer como Margot
- Nicole Balsam cono Gabby
- Marisa Redanty como mãe dr Bryan
- Helen Rogers conk Kaitlin
- Jasmine Osborne como Annabelle

## Recepção
Justin Lowe, do The Hollywood Reporter, escreveu: "Servindo como um lembrete de que as comédias masculinas grosseiras não são apenas o domínio de produções de melhor raça, How To Be A Man reduz o gênero ao seu essencial, que principalmente tem o efeito de enfatizar a calibragem tonal cuidadosa necessária para efetivamente realizar um festival rústico implacável. ... Com sua extensa experiência na mídia, o co-fundador, comediante e publicitário da Vice Magazine, McInnes, parece ser um comentarista experiente sobre o contemporâneo fraquezas masculinas, mas a ladainha de lições de vida do homem acaba tendo um apelo variável quando reduzida a seus denominadores comuns mais baixos de sexo, festas e funções corporais."